# جوزيف ماكيلروي
جوزيف ماكيلروي (بالإنجليزية: Joseph McElroy)‏ (21 أغسطس 1930، بروكلين في الولايات المتحدة)؛ روائي أمريكي.

## الجوائز
- زمالة غوغنهايم

## روابط خارجية
- جوزيف ماكيلروي على موقع الموسوعة البريطانية (الإنجليزية)
- جوزيف ماكيلروي على موقع إن إن دي بي (الإنجليزية)